# 特龍貝塔斯河

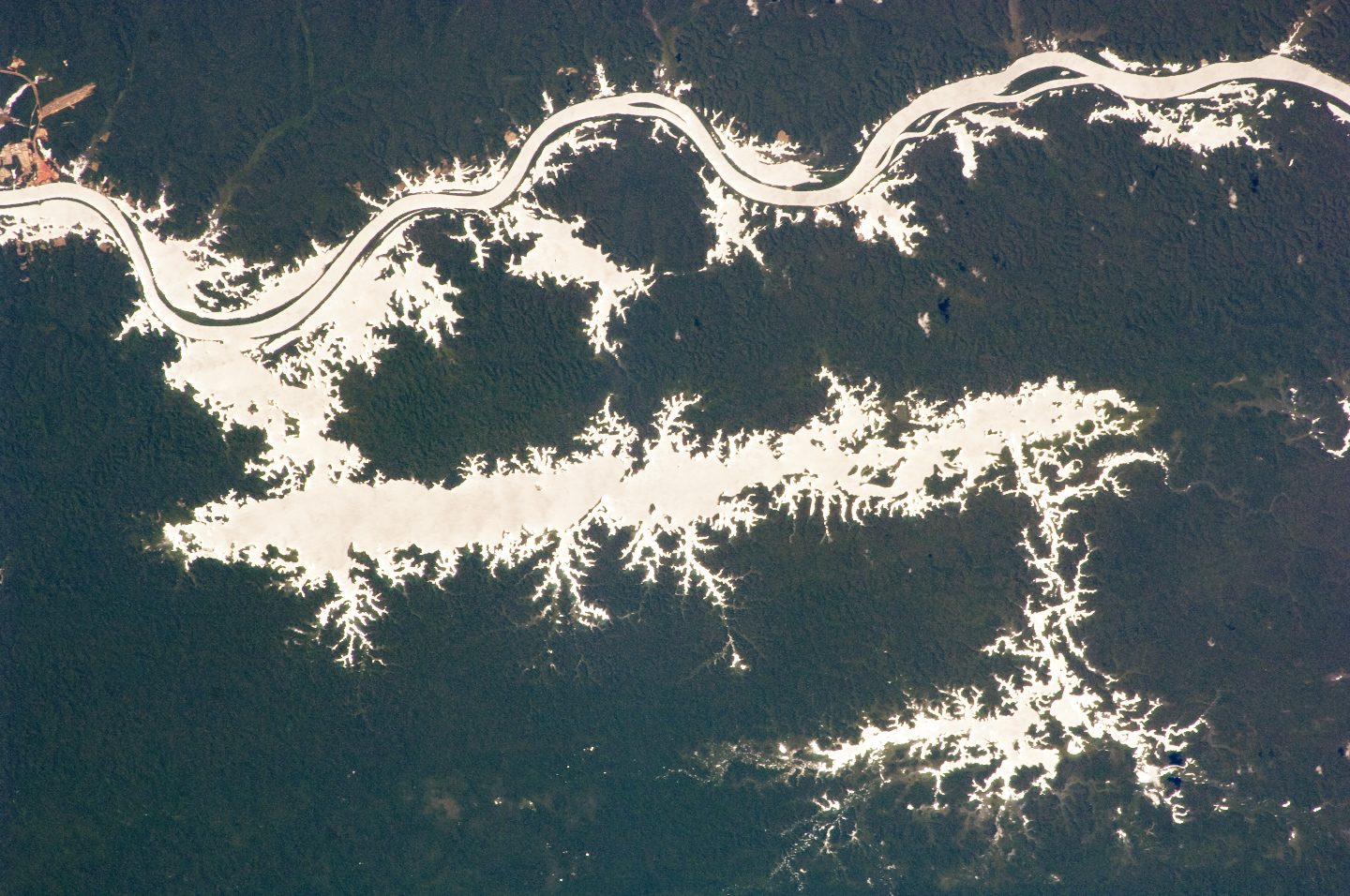
特龍貝塔斯河衛星圖

特龍貝塔斯河（葡萄牙語：Rio Trombetas）是巴西的河流，位於該國北部帕拉州，屬於亞馬遜河的左支流，河道全長760公里，發源自圭亞那地盾，河口處在奧比多斯。
1°52′52″S 55°38′11″W / 1.881071°S 55.636253°W